# Max Zorin
Maximillian "Max" Zorin est un personnage de fiction de la série cinématographique James Bond. Antagoniste principal du film Dangereusement vôtre,  il est interprété par l'acteur américain Christopher Walken.

## Biographie de personnage fictif
Né à Dresde durant la Seconde Guerre mondiale, il est issu d'une expérience du docteur Carl Mortner, qui a injecté des stéroïdes à des femmes enceintes afin de décupler l'intelligence des futurs bébés. Zorin fut l'un des rares bébés à survivre. 
Prenant par la suite la nationalité française, il fonde les Zorin Industries, spécialisée dans la vente de puces électroniques. Ses autres occupations sont entre autres l'exploitation d'une écurie de chevaux de course, qu'il fait doper en pleine course afin de passer les tests antidopage. Subissant des enquêtes de la part du MI6 après la mort de l'agent 003, Zorin envoie sa fiancée et acolyte May Day à Paris afin d'assassiner le détective Achille Aubergine avant qu'il ne parle à Bond et fasse ainsi transmettre les données entre le Renseignement français et le MI6 britannique. Le plan fonctionne, mais Bond ayant repéré May Day, il la pourchasse dans Paris et notamment sur la Tour Eiffel. Il ne parvient cependant pas à l'arrêter.
Prévenu par Aubergine de la tenue d'une vente de chevaux organisé par Zorin à son haras de Chantilly, Bond se rend sur place en compagnie de son associé Godfrey Tibbett. Zorin l'accueille, mais May Day le reconnait. Pendant la nuit, Bond et Tibbett infiltrent le laboratoire de Zorin, avant d'être repérés par ce dernier, qui ordonne secrètement à May Day de les éliminer.
Confronté par le général russe Gogol au sujet de ses actions, Zorin rompt ses liens (que l'on découvre alors) avec le KGB.
Zorin est par la suite attaqué sur l'une de ses plateformes pétrolières, infiltrée par Bond et l'agent du KGB Pola Ivanova. Il ouvre le feu, tuant l'un des partenaires d'Ivanova. Manque de chance pour lui, celle-ci et Bond en réchappent, en compagnie de la géologue Stacey Sutton, dont Zorin cherche à racheter la compagnie pétrolière familiale. Mais Sutton s'enfuit en compagnie de Bond. Zorin, convaincu que Sutton va parler à Bond, cherche à les éliminer.
Les affaires se compliquent quand Bond découvre le plan de l'extrême imaginé par Zorin pour pérenniser les Zorin Industries : créer une explosion massive dans la faille de San Andreas afin d'inonder la Silicon Valley, et ainsi éradiquer la concurrence de ce dernier sur le marché des microprocesseurs... 
Avec May Day, il dépose les explosifs dans une mine désaffectée proche de la faille de San Andreas, puis, avec son bras droit Scarpine, tue ses sbires sans aucun remords. Il choisit même de sacrifier May Day, qui s'alliera à Bond avant de mourir à son tour, se sacrifiant pour faire échouer le plan de Zorin. Furieux, ce dernier kidnappe Sutton et s'enfuit à bord de son dirigeable, aidé par Scarpine et le docteur Carl Mortner, mais Bond s'accroche à une corde pendante et parvient, après une lutte acharnée sur le Pont du Golden Gate, à faire chuter Zorin, tombant à l'eau 230 m plus bas...
Dans le jeu-vidéo Quitte ou double, le personnage de Nikolai Diavolo tente de venger la mort de Max Zorin. 
Max Zorin apparait également dans les jeux Goldeneye Reloaded ainsi que dans 007 Legends et 007: Nightfire mais uniquement en tant que personnage multijoueur.